# Luangwa
Luangwa (anglicky Luangwa River) je řeka v Zambii. Je to levý přítok Zambezi. Je 770 km dlouhá. Povodí má rozlohu 145 700 km².

## Průběh toku
Pramení západně od severního břehu jezera Malawi. Na horním a středním toku obepíná od východu hory Muchinga a ústí do Zambezi severně od města Zumbo, které už leží v Mosambiku.

## Vodní režim
Zdroj vody je převážně dešťový. Maximální průtok má v létě.

## Využití
V povodí na řekách Lunsemfwa a Mulingushi byly vybudovány vodní elektrárny, které zásobují energií rudnou oblast u města Kabwe (dříve Broken Hill). Vodní doprava je možná na několika oddělených úsecích.